# 卡萨诺-伊尔皮诺
卡萨诺-伊尔皮诺（義大利語：Cassano Irpino），是意大利阿韦利诺省的一个市镇。总面积12.33平方公里，人口991人，人口密度80.4人/平方公里（2009年）。ISTAT代码为064021。